# 趙頵

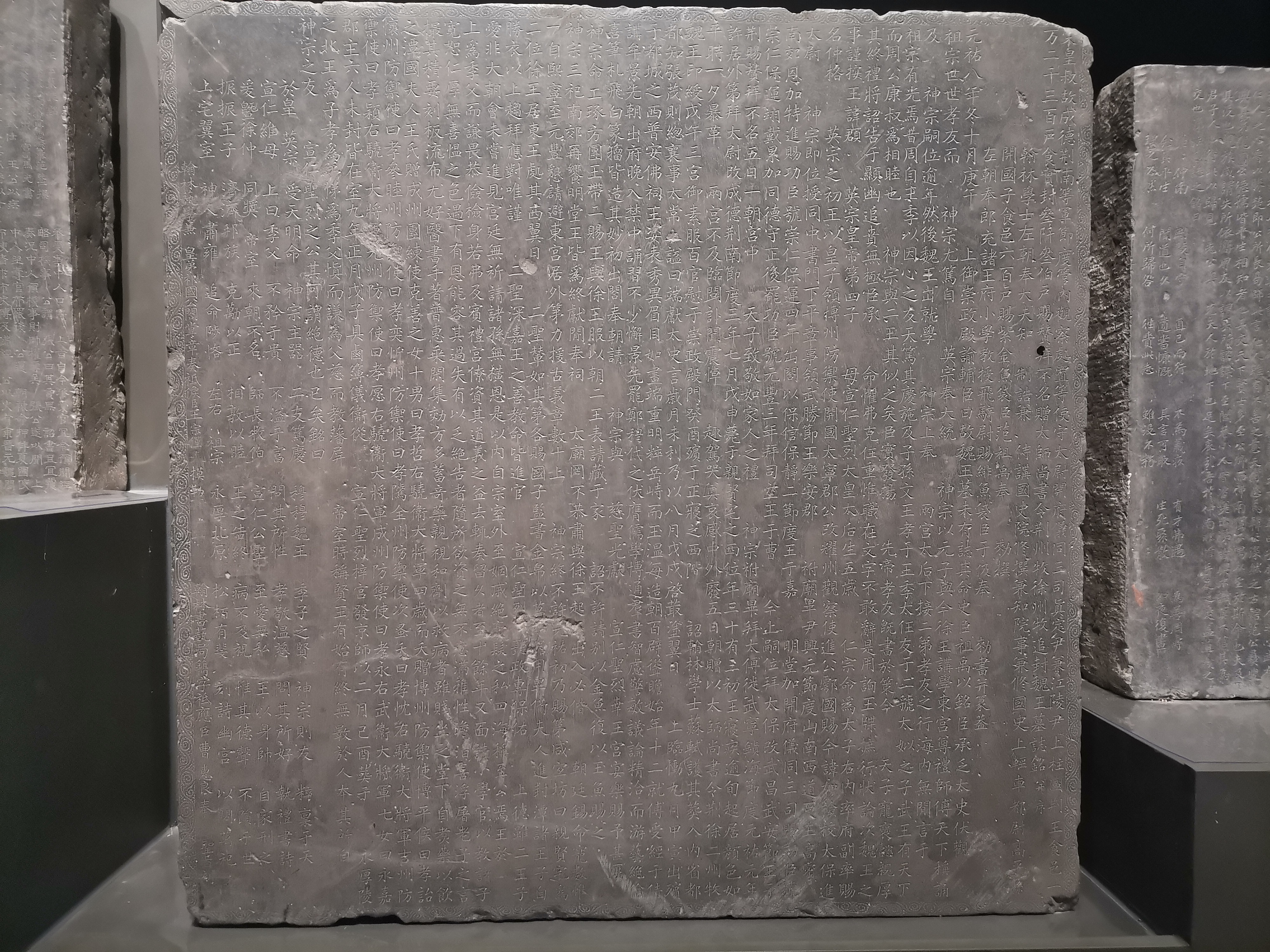
趙頵墓誌（河南博物院藏）

益端献王赵頵（1056年—1088年），宋朝第五代皇帝宋英宗赵曙第四子，母亲为宣仁皇后高氏，初名赵仲恪。

## 生平
嘉祐八年（1063年）四月，宋英宗即位，赵頵自右內率府副率為博州防禦使、大寧郡公。八月，遷耀州觀察使、鄠國公。治平元年（1064年）六月，遷左衛上將軍。命給前祿。四年（1067年）正月，加檢校太尉、同中書門下平章事、武勝軍節度使，封樂安郡王。九月，加興元尹，充山南西道節度使，改封高密郡王。宋神宗熙寧四年（1071年）二月，徙保信、保靜軍節度，進封嘉王。元豐三年（1080年）九月，官制行（元丰改制），換開府儀同三司，進封曹王。
赵頵端重明粹，少时好学，博通群书，书法工飞白、篆籀。宾接宫僚，年满当离去，上奏请留，很多留下至十余年。他很喜欢医书，著有《普惠集效方》，还储药来救病人。
元豐八年（1085年），宋哲宗即位，改武昌、武安等軍，遷守太保，進封荊王，賜贊拜不名。元祐元年（1086年）二月，改武寧、鎮海等軍，遷守太傅。四月，改成德、荊南等軍，遷守太尉，真定、江陵尹。三年（1088年）七月去世，享年三十三岁，贈太師、尚書令，荊州、徐州牧，追封魏王，諡号端獻。比葬，三臨其喪。元符三年（1100年）三月，宋徽宗即位，贈兼中書令，追封益王。

## 家庭

### 妻子
王氏（1056－1103），秦正献王王审琦玄孙女，成州团练使王克善的第六女。夫人生而端慧，不勤傅姆之教，淑慎不戏，日览图史，取古之贤妇烈女，可以为鉴者，资之以自治。事父母孝谨，友爱兄弟，施及群从，怡怡如也。年十有六，以令族淑德选为王夫人。熙宁五年，备礼娉于禁中，初封嘉国。元祐元年，王出就外第，进封潭国。元符三年，今天子嗣位，进封越国。崇宁二年五月十一日，薨于亲贤之第，享年四十七。赠魏越国夫人。

### 儿子
1. 赵孝哲，熙宁八年十月赐名，右骁卫大将军，熙宁十年二月卒，四岁；赠博州防御使，追封博平侯
2. 赵孝诒，建雄军节度观察留后
3. 赵孝参，奉国军节度使，改宁武、武胜，封信都郡王
4. 赵孝奕，彰化军节度观察留后，崇宁四年（1105年）卒，赠司空，追封平原郡王
5. 赵孝骘，宁武军节度观察留后
6. 赵孝悦，早卒
7. 赵孝忱，容州观察使
8. 赵孝颖，湖州观察使
9. 赵孝愿，邠州观察使
10. 赵孝永，廉州防御使、邢州观察使，大观三年十一月卒，赠司空、广陵郡王

### 女儿
1. 永嘉郡主，嫁任师道
2. 和义郡主，嫁王健
3. 大宁郡主，嫁高世赏
4. 乐平郡主，嫁王庠
5. 齐安郡主，嫁王仲弼
6. 宜春郡主，嫁王宗夔
7. 同安郡主，嫁郭璋

## 延伸阅读
[在维基数据编辑]
 《宋史/卷246》，出自脱脱《宋史》